# كأس البوسنة والهرسك 1997–98
كأس البوسنة والهرسك 1997–98 هو الموسم 4 من كأس البوسنة والهرسك. أشرف على تنظيمه اتحاد البوسنة والهرسك لكرة القدم، وفاز فيه نادي ساراييفو، بقيادة المدرب محمد جانجوش.